# Stadspark (Antwerpen)

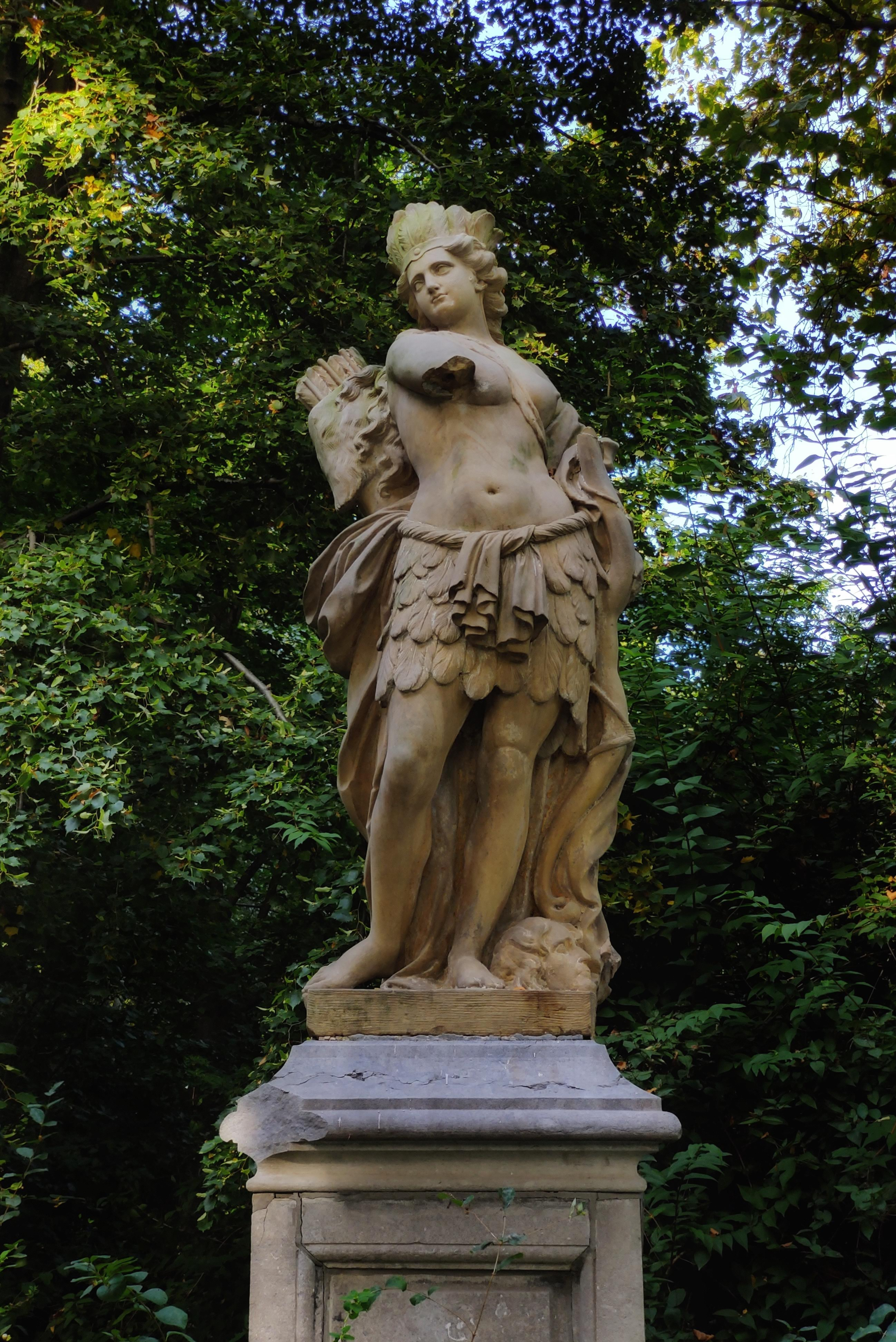
Beeldhouwwerk "Amerika", een van de beeldhouwwerken in het Stadspark

Het Stadspark is een 14 ha groot park in het centrum van de Belgische stad Antwerpen. Het heeft de vorm van een driehoek waarvan de basis naar het zuiden en de top naar het noorden is gericht. Het park wordt omzoomd door de Quinten Matsijslei in het oosten, de Van Eycklei in het zuiden en de Rubenslei in het westen. Het Stadspark neemt de plaats in van de vroegere schans of lunet Herentals die een onderdeel vormde van de vesting Antwerpen. Opmerkelijk is de door architect Édouard Keilig tussen 1867 en 1869 gebouwde brug over de in het Stadspark gelegen vijver.
Via de Plantin en Moretuslei bracht de Herentalse Vaart vers water van de Boven Schijn aan het terrein Ternesse in Wommelgem naar de parkvijver dat verder via een buis onder de Maria-Henriettalei en het Blauwetorenplein aan de Oude Vaartplaats in de Antwerpse ruien afwaterde. Een andere buis, de brouwersbuis, leidde water van de noordelijke arm van de parkvijver via de Maria-Theresialei, de Frankrijklei en de Italiëlei noordwaarts naar de houwer (aan de Rodepoort) en de brouwerskelder waaruit de brouwerijen aan de Brouwersvliet tot 1931 hun water bekwamen. Tegenwoordig is deze toevoer van Schijnwater afgesloten en is de vijver van het Stadspark een grondwatervijver. Tijdens en na de werken aan de Leien zakte door het wegpompen van water uit de nieuwe tunnels het grondwaterpeil, waardoor de vijver bijna helemaal droog kwam te staan. Ondertussen zijn pompen geïnstalleerd die het waterpeil weer kunstmatig hoog houden.
Via de Maria-Theresialei, Louisa-Marialei en Maria-Henriettalei is het Stadspark westwaarts verbonden met de Frankrijklei, een onderdeel van De Leien.